# Jogo de apostas

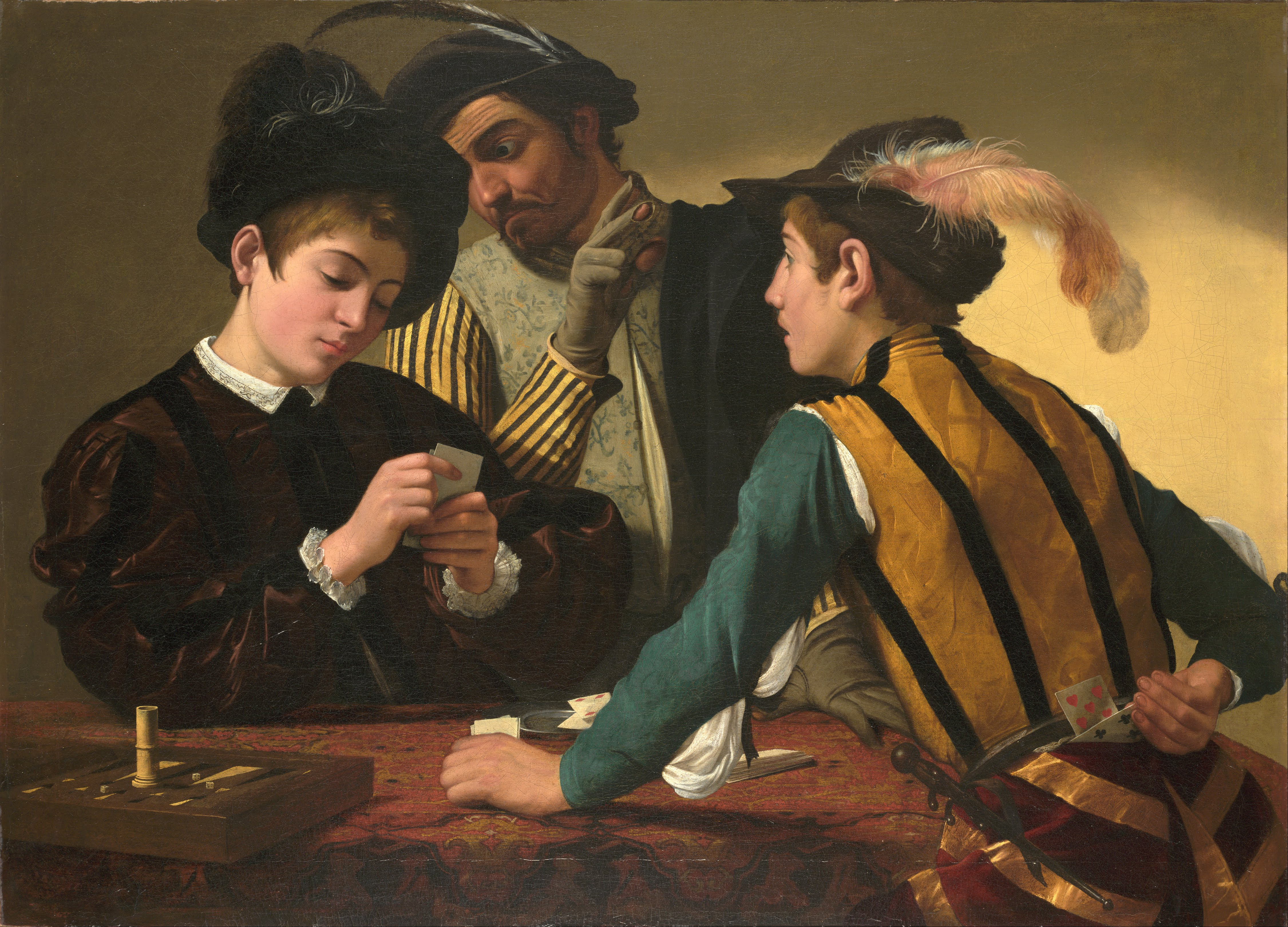
Obra Os Trapaceiros de Caravaggio (c. 1594)

Jogo de apostas ou jogo a dinheiro é a aposta de algo de valor em um evento aleatório com a intenção de ganhar algo de maior valor, onde as instâncias da estratégia são descontadas. O jogo, portanto, requer a presença de três elementos: consideração (uma quantia apostada), risco (chance) e um prêmio. O resultado da aposta geralmente é imediato, como um único lançamento de dados, um giro de uma roleta ou um cavalo cruzando a linha de chegada, mas prazos mais longos também são comuns, permitindo apostas no resultado de uma futura competição esportiva. ou mesmo uma temporada esportiva inteira. Os jogos de apostas são importante atividade comercial internacional, com o mercado legal de jogos de azar totalizando cerca de 335 bilhões de dólares em 2009.
Em alguns países, a atividade de jogo a dinheiro é legal. Pela lei federal dos Estados Unidos, o jogo é legal, e os estados são livres para regulamentar ou proibir a prática. O jogo a dinheiro é legal em Nevada desde 1931, formando a espinha dorsal da economia do estado, e a cidade de Las Vegas é talvez o melhor lugar de jogo a dinheiro conhecido no mundo. No Brasil, Eurico Gaspar Dutra, pelo decreto-lei número 9 215, de 1946, estabeleceu a proibição dos jogos de azar no Brasil. Apenas as loterias constituem uma exceção às normas de direito penal, só sendo admitida com o sentido de redistribuir os seus lucros com finalidade social em termos nacionais.

## Por país

### Ucrânia
O Parlamento proibiu jogos de apostas em 2009 depois de um incêndio num salão de jogo em Dnipropetrovsk em Maio de 2009 ter causado a morte nove pessoas. Em 14 de Julho de 2020, o Parlamento voltou a legalizar jogos de apostas, embora com regras e limites de idade (a idade mínima é 22 anos).

### Índia
Apenas três estados indianos permitem casinos: Goa, Daman e Sikkim. Os estados de Meghalaya e Nagaland permitem jogos de apostas somente em forma virtual. Apesar das leis de proibição existentes, jogos de apostas ilegais estão difundido em todo o país. O mercado de jogo da Índia está estimado em 90 mil milhões de dólares por ano, dos quais cerca de metade provém de apostas ilegais.

### Brasil
Os jogos de apostas no Brasil tem diversas restrições legais. Os cassinos são considerados ilegais no Brasil e considerados contravenção penal desde 1946, por decreto assinado pelo presidente Eurico Gaspar Dutra, que teria sido influenciado por sua esposa Carmela Dutra, que era conhecida por sua forte religiosidade à Igreja Católica. No entanto, as apostas em corridas de cavalos e as apostas esportivas são legalizadas, assim como as loterias, que são um monopólio da Caixa Econômica Federal.

### Estados Unidos

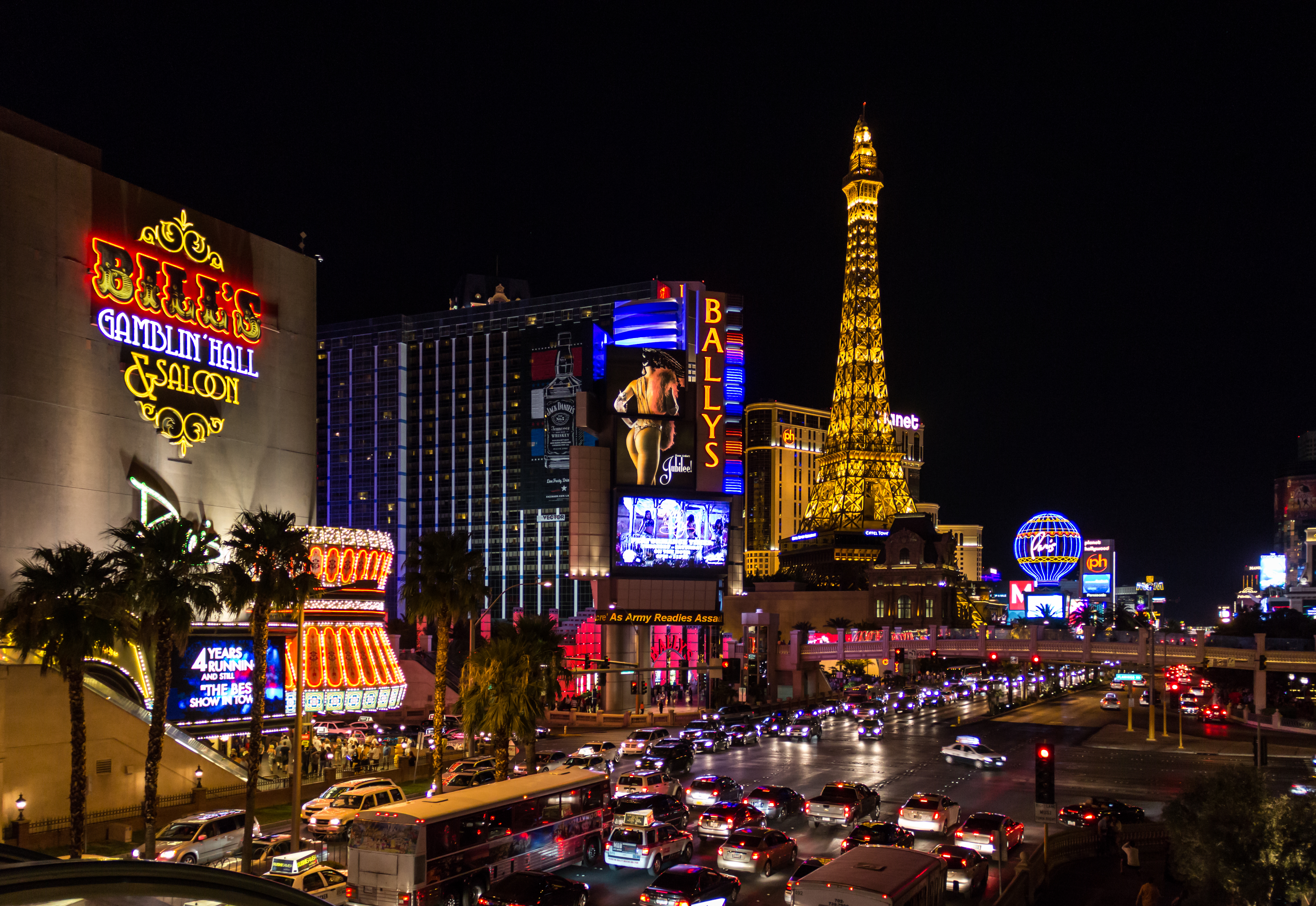
Centro da Las Vegas Strip, localizado na região de Paradise

Cada estado nos EUA tem suas leis particulares que regulamentam ou proíbem o jogo. Os Estados que permitem casinos e formas similares de jogos de apostas têm frequentemente regulamentos de zoneamento rigorosos para manter tais estabelecimentos longe das escolas e áreas residenciais. Algumns tribos indígenas americanos operam casinos nas suas terras tribais para fornecer emprego e rendimentos ao seu governo e membros de tribos. As suas actividades são monitorizadas pela National Indian Gaming Commission.

### México
Jogos de apostas é uma actividade legal no México, sob condição de conseguir a respectiva autorização governamental da autoridade competente mexicana. O bingo só pode ser realizado para fins de angariação de fundos por instituições de caridade relevantes. A nível federal, a idade legal para a participação em jogos de apostas é 18 anos.